# M/T Nosač
M/T Nosač je bio trajekt za lokalne linije hrvatskog brodara Jadrolinije. Izgrađen je 1975. godine u Norveškoj. Plovio je na liniji Valbiska-Lopar.Ime je dobio po tome što je ličio na nosač aviona. Oko 2009. godine rampa mu je se pokvarila pa su u Loparu morali izlaziti na rikverc. Najprije krcaju osobne aute, a za kraj ostave autobuse i vozila s prikolicama, tako da se oni ne okreću na brodu. Brod je prodat LNP-u. Brod je mogao ukrcati 321 putnik i 75 automobila. Brod je kasnije vezan u Brodosplitu te izrezan u Turskoj.

### M/T Nosač
| Dužina | 65 m  |
| ------ | ----- |
| Širina | 15 m  |
| Brzina | 12 m  |
| Težina | 493 m |